# 三合庄站
三合庄站是京原铁路上的一个铁路车站，该站位于中国北京市房山区张坊镇三合庄村，车站中心里程为K61+979，建于1969年。现为中国铁路北京局集团有限公司北京西车务段管理的一座四等站。车站规模1台3线，仅保留会让及乘降功能，有1对普客列车停靠。
由三合庄站始至百里峡站止的25 km路段是京原铁路隧道最密集，桥隧比最高的一段。

## 邻近车站
三合庄站在京原铁路上行距云居寺站5.056 km，下行距十渡站11.332 km。在京原-丰沙-永丰铁路上行距北京站87 km，在京原铁路下行距原平站357 km。